# Valentina Zelyaeva
Valentina Zelyaeva (Moscovo, 11 de outubro de 1982) é uma modelo russa.

## Biografia
Valentina Zelyaeva apareceu em demonstrações de passarela para Balenciaga, Christian Dior, Dolce & Gabbana, Fendi, Gucci e Valentino, entre muitos outros.
Zelyaeva foi apresentada em anúncios de impressão para Tommy Hilfiger, Coach, Victoria's Secret e Calvin Klein. Assinou um contrato de sete anos com Ralph Lauren e esteve em várias campanhas importantes do costureiro.
Estampou nas coberturas de Elle, Vogue e Harper's Bazaar.
Segundo a revista Forbes, Valentina Zelyaeva foi, em 2007, a 13ª modelo mais bem paga do mundo, com ganhos estimados em 2,4 milhões de dólares.

## Citações
"Penso que é discriminação (para interdizer modelos de peso inferior ao normal). Somos muito magras, isto é o nosso trabalho. Há muita gente preponderante que trabalha na área de moda mas não estou indo dizer que 'Esta menina é gorda, ela não pode ser modelo'", em resposta a uma proposta de interdizer modelos de peso inferior ao normal do Milan Fashion Week.